# Hiếu Thành Kính Hoàng hậu
Hiếu Thành Kính hoàng hậu (chữ Hán: 孝成敬皇后; 20 tháng 3, 1471 - 28 tháng 8, 1541), còn được gọi là Từ Thọ Hoàng thái hậu (慈壽皇太后), là Hoàng hậu duy nhất của Minh Hiếu Tông Chu Hựu Đường và là sinh mẫu của Minh Vũ Tông Chu Hậu Chiếu.
Bà được biết đến là một trong những vị Hoàng hậu trong lịch sử Trung Quốc sống theo chế độ một vợ một chồng cùng Hoàng đế.

## Tiếu sử
Hiếu Thành Kính hoàng hậu mang họ Trương (张氏), sinh ngày 29 tháng 2 (âm lịch) năm Thành Hóa thứ 7 triều Minh Hiến Tông, nguyên quán ở Hưng Tế (nay là Thanh huyện, Thương Châu, Hà Bắc). Cha của bà là Trương Loan (张峦), mẹ là Kim phu nhân (金夫人). Trương thị có các anh em là Trương Hạc Linh (張鶴齡) và Trương Diên Linh (張延齡).
Năm Thành Hóa thứ 23 (1487), Trương thị tư sắc mỹ lệ, được tuyển làm vợ cho Thái tử Chu Hựu Đường, sắc phong Thái tử phi.

## Hoàng hậu
Năm Thành Hóa thứ 23 (1487), tháng 9, Hoàng Đế Minh Hiến Tông băng hà, Thái tử Chu Hựu Đường đăng cơ, tức Minh Hiếu Tông. Tân đế lập  Đông cung Hoàng thái tử phi Trương thị lên ngôi Chính cung Hoàng hậu duy nhất, không nạp Hậu cung Phi tần. Đế hậu hòa thuận, đối đãi nhau như phu phụ trong dân gian.
Sau khi lên ngôi, Hoằng Trị Đế cũng không lập thêm thê thiếp nào mà chỉ chung tình với Hoàng hậu, mặc kệ cho quan lại dâng tấu khẩn cầu như thế nào đi chăng nữa. Thực ra trong lịch sử Trung Quốc cũng có một vài vị Hoàng đế khác cũng được xem là rất chung tình với vợ mình tuy nhiên họ chỉ chung tình một cách tương đối vì ngoại trừ người vợ chính thức (Hoàng hậu) mà Hoàng đế hết lòng yêu thương ra thì còn có vài phi tần, cung phi lẻ khác như Hán Tuyên Đế, Tùy Văn Đế, Minh Thái Tổ,...chứ nếu chiếu theo quan điểm chung tình theo đúng nghĩa đen một cách tuyệt đối của thời hiện đại ngày nay thì trong lịch sử Trung Quốc chỉ có duy nhất một vị Hoàng đế "ứng nghiệm" mà thôi và vị Hoàng đế đó chính là Hoàng đế Minh Hiếu Tông.
Theo quy định của nhà Minh, Hoàng đế và Hoàng hậu hay bất cứ phi tần nào cũng không được ngủ cùng nhau suốt đêm. Mỗi lần Hoàng đế lâm hạnh xong, các phi tần phải lập tức trở về cung của mình, nhưng chỉ có Hoằng Trị Đế và Hoàng hậu của ông là vẫn ân ái, duy trì những thói quen sinh hoạt hàng ngày như những cặp vợ chồng bình thường.
Theo sử sách ghi lại, có một lần Trương Hoàng hậu bị sưng miệng, Hoằng Trị Đế đã tự tay bưng nước, truyền thuốc cho bà. Thậm chí, ông còn không dám ho vì sợ làm phiền bà nghỉ ngơi. Trong thời phong kiến, dù là một người chồng bình thường thì việc đối xử với vợ như vậy đã là chuyện hiếm có, huống chi là bậc cửu ngũ chí tôn. Không chỉ vậy, ông vua này còn dành đãi ngộ đặc biệt cho gia đình Trương Hoàng hậu. Khi lập hậu được 4 năm, phụ thân Trương Hoàng hậu là Trương Loan được phong bá, khi chết đi được truy phong là Xương Quốc công. Hai em trai của Hoàng hậu là Trương Hạc Linh được phong là Thọ Ninh Hầu và Trương Diên Linh phong Xương Hầu.
Thậm chí, theo một số sử sách ghi lại, Trương Hoàng hậu trước mặt Hoàng đế còn tự xưng "ta" rất tự nhiên chứ không nhún nhường xưng "thần thiếp" như các phi tần khác. Cuộc sống êm ấm, hạnh phúc của Hoằng Trị Đế và Trương Hoàng hậu cứ bình lặng trôi qua.. Trương hoàng hậu hạ sinh 2 trai, 1 gái gồm: Minh Vũ Tông Chu Hậu Chiếu, Uất Điệu vương Chu Hậu Vĩ (chết yểu) và Thái Khang công chúa (chết yểu).
Vì hậu cung chỉ có 1 hoàng hậu, Hiếu Tông trọng dụng ngoại thích họ Trương, truy phong nhạc phụ Trương Loan làm Xương Quốc công (昌国公), phong huynh đệ của hoàng hậu gồm Trương Hạc Linh tước vị Thọ Ninh hầu (壽寧侯), Trương Diên Linh tước vị Kiến Xương bá (建昌伯). Từ đường nhà họ Trương được Hiếu Tông ưu ái, xây cất thập phần tráng lệ.

## Hoàng thái hậu
Năm Hoằng Trị năm thứ 18 (1505), Hiếu Tông hoàng đế băng hà. Thái tử Chu Hậu Chiếu lên nối ngôi, tức Minh Vũ Tông Chính Đức hoàng đế. Vũ Tông tôn Trương hoàng hậu lên ngôi Hoàng thái hậu, dâng tôn hiệu cho bà là Từ Thọ hoàng thái hậu (慈壽皇太后).
Năm Chính Đức thứ 16 (1521), Vũ Tông hoàng đế băng hà mà không có con nối, Trương Thái hậu bèn triệu em họ Vũ Tông là Hưng vương Chu Hậu Thông (朱厚熜) lên kế vị, tức Minh Thế Tông Gia Tĩnh hoàng đế. Thế Tông hoàng đế tôn phong hiệu của bà là Chiêu Thánh Từ Thọ hoàng thái hậu (昭聖慈壽皇太后), xưng hô với bà là Thánh mẫu (聖母).
Theo qua Đại lễ nghị, mẹ của Thế Tông là Hưng vương phi Tưởng thị được tấn phong làm Hưng Quốc thái hậu (興國太后), rồi Thánh mẫu Chương Thánh hoàng thái hậu (聖母章聖皇太后), ngang hàng với Trương Thái hậu khiến bà bất bình, điều này khiến Thế Tông bất mãn với bà. Về sau, Thế Tông đổi xưng hô với Trương Thái hậu là Bá mẫu (伯母).
Năm Gia Tĩnh thứ 20 (1541), em trai của Trương Thái hậu phạm tội. Thái hậu không cứu được em mà đau lòng lâm bệnh rồi qua đời vào ngày 8 tháng 8 (âm lịch) cùng năm, hưởng thọ 70 tuổi. Thụy hiệu là Hiếu Khang Tĩnh Túc Trang Từ Triết Ý Dực Thiên Tán Thánh Kính hoàng hậu (孝康靖肃庄慈哲懿翊天赞圣敬皇后). Sau khi bà mất, em trai bà cũng bị xử tử.
Năm 1644, Minh Tư Tông Sùng Trinh hoàng đế cải thụy hiệu của bà thành Hiếu Thành Tĩnh Túc Trang Từ Triết Ý Dực Thiên Tán Thánh Kính hoàng hậu (孝成靖肅莊慈哲懿翊天贊聖敬皇后), gọi tắt là Hiếu Thành Kính hoàng hậu (孝成敬皇后) vì cho rằng chữ Khang (康) trong thụy hiệu của bà trùng với chữ Khang trong thụy hiệu Hoàng hậu của Thái tử phi Thường thị, phối ngẫu với Minh Hưng Tông Chu Tiêu.